# Amel Mekić
Amel Mekić, (* 21. září 1981 Sarajevo, Jugoslávie) je bývalý reprezentant Bosny a Hercegoviny v judu.

## Sportovní kariéra
S judem začal ve 13 letech v Sarajevu. Jeho osobním trenérem byl Branislav Crnogorac. Začátky ve sportu neměl jednoduché. Bosenský sport se na přelomu tisíciletí stále hledal.
Mekić byl pravoruký judista se základním pravým úchopem. V boji o úchop však nebyl dominantní. Po silové stránce na své soupeře většinou nestačil, ale tento hendikep doháněl mazaností. Co mu však velmi scházelo po celou kariéru, byl kvalitní sparing. Na řadu turnajů jezdil tzv. nevypraný, se sníženým sebevědomím a kvalitních výsledků dosahoval sporadicky. S přibývajícími roky začal trpět i na zdravotní problémy. Za svojí sportovní karieru prodělal osm operací. Jeho nejsilnější technikou bylo harai-makikomi a tani-otoši prazvláštně kombinované s uki-waza případně joko-otoši. Techniku prováděl na obě strany, čím umocňoval její nebezpečnost. Z klasických technik v jeho rejstříku nechyběla uči-mata ani seoi-nage, ale málokdy za ně urval body.
Účastnil se celkem tří olympijských her, ale ani jednou se výrazně neprosadil. S jeho kariérou to vypadalo po olympijských hrách v Pekingu bledě. V roce 2011 však z ničeho nic přijel na mistrovství Evropy a způsobil velkou senzaci ziskem titulu mistra Evropy. Pravda je, že si tím pouze prodloužil sportovní kariéru o 2 roky. Jeho nečekaný úspěch je však citelně znát mezi současnou bosenskou mládeží.

## Výsledky

### Váhové kategorie
| Turnaj             | 1998         | 1999         | 2000         | 2001         | 2002           | 2003           | 2004           | 2005           | 2006           | 2007           | 2008           | 2009           | 2010           | 2011           | 2012           | 2013           |
| Turnaj             | 17           | 18           | 19           | 20           | 21             | 22             | 23             | 24             | 25             | 26             | 27             | 28             | 29             | 30             | 31             | 32             |
| Turnaj             | střední váha | střední váha | střední váha | střední váha | polotěžká váha | polotěžká váha | polotěžká váha | polotěžká váha | polotěžká váha | polotěžká váha | polotěžká váha | polotěžká váha | polotěžká váha | polotěžká váha | polotěžká váha | polotěžká váha |
| ------------------ | ------------ | ------------ | ------------ | ------------ | -------------- | -------------- | -------------- | -------------- | -------------- | -------------- | -------------- | -------------- | -------------- | -------------- | -------------- | -------------- |
| Olympijské hry     |              |              | —            |              |                |                | úč.            |                |                |                | úč.            |                |                |                | úč.            |                |
| Mistrovství světa  |              | —            |              | 5.           |                | úč.            |                | úč.            |                | 5.             |                | úč.            | úč.            | úč.            |                | —              |
| Mistrovství Evropy | —            | úč.          | úč.          | úč.          | úč.            | úč.            | úč.            | 7.             | —              | úč.            | —              | —              | —              | 1.             | úč.            | úč.            |
| MS juniorů         | —            |              | 5.           |              |                |                |                |                |                |                |                |                |                |                |                |                |
| ME juniorů         | úč.          | úč.          | 3.           |              |                |                |                |                |                |                |                |                |                |                |                |                |

### Bez rozdílu vah
| Turnaj             | 1998 | 1999 | 2000 | 2001 | 2002 | 2003 | 2004 | 2005 | 2006 | 2007 | 2008 | 2009 | 2010 | 2011 | 2012 | 2013 |
| Turnaj             | 17   | 18   | 19   | 20   | 21   | 22   | 23   | 24   | 25   | 26   | 27   | 28   | 29   | 30   | 31   | 32   |
| ------------------ | ---- | ---- | ---- | ---- | ---- | ---- | ---- | ---- | ---- | ---- | ---- | ---- | ---- | ---- | ---- | ---- |
| Mistrovství světa  |      | —    |      | —    |      | 5.   |      | úč.  |      | —    | —    |      | —    | —    |      |      |
| Mistrovství Evropy | —    | —    | —    | —    | úč.  | úč.  | úč.  | —    | úč.  | —    |      |      |      |      |      |      |